# Schmölau (Rosche)
Schmölau ist ein Ort in der Gemeinde Rosche im Landkreis Uelzen in Niedersachsen.
Die ersten urkundlichen Erwähnungen des Ortes sind aus den Jahren um 1130.
Naturräumlich ist das Gebiet um die Gemeinde dem Uelzener Becken zuzuordnen, es liegt im Osten der Lüneburger Heide. Das Umland war früher ein Heide-, Sumpf- und Feuchtgebiet im Bachverlauf der Wipperau. Schmölau selbst liegt in einer Endmoräne am Westrand des Höhenzugs Drawehn. 
Die Nachbarorte sind Hof Rohrstorf, Bankewitz, Nivelitz, Hohenzethen, Glieneitz, Gülden, Middefeitz, Prepow, Retzien und Polau.
Am Rande der Gemarkung Schmölau liegen die Brautsteine von Schmölau, ein Naturdenkmal aus zwei Granitsteinen.
Am 1. Juli 1972 wurde Schmölau in die Gemeinde Rosche eingegliedert.